# Kirisaare
Kirisaare – wieś w Estonii, w prowincji Järva, w gminie Roosna-Alliku.